# پلان (ترسیم)
پلان (به انگلیسی و فرانسوی: plan) مجموعه‌ای از طراحی یا نمودارهای دوبعدی مورداستفاده برای توصیف یک محل یا شیء یا برای برقراری ارتباط ساختمان‌سازی یا دستورالعمل‌های ساخت است. معمولاً پلان‌ها بر روی کاغذ کشیده می‌شوند یا بر روی کاغذ چاپ می‌شوند، اما ممکن است به صورت یک فایل دیجیتالی نیز تهیه شوند.
پلان‌ها معمولاً برای اهداف فنی مانند معماری، مهندسی یا نقشه‌نگاری استفاده می‌شوند. هدف از تهیهٔ آن‌ها به دست دادنِ همهٔ ویژگی‌های هندسی از یک سایت، ساختمان، محصول یا یک شیء، با دقت تمام است. پلان‌ها ممکن است برای ارائه یا جهت‌گیری اهداف نیز مورد استفاده قرار گیرند.
هدف نهایی از تهیهٔ پلان، یا به تصویر کشیدن یک مکان یا یک شیء موجود است یا برای انتقال اطلاعات کافی یک ذهن خلاق به یک سازنده یا تولیدکننده برای تحقق بخشیدن طرح موردنظر می‌باشد.